# Équipe de Porto Rico de football
Cet article traite de l'équipe masculine. Pour l'équipe féminine, voir Équipe de Porto Rico féminine de football.
Maillots
L'équipe de Porto Rico de football est sous l'égide de la Fédération de Porto Rico de football.

## Histoire
Porto Rico accueillit la troisième édition de la Coupe caribéenne des nations en 1981 (à l'époque connue sous le nom de CFU Championship). Organisée sous forme de poule unique avec quatre équipes, les Portoricains finirent à la quatrième et dernière place avec un seul point acquis contre la Guadeloupe (1-1).
Douze ans plus tard, ils participèrent à leur deuxième phase finale de Coupe caribéenne à l'occasion du tournoi de 1993. Malgré un bon début avec une victoire 3-0 sur l'équipe de Sint Maarten, les Boricuas s'inclinèrent deux fois par la plus petite des marges contre Saint-Christophe-et-Niévès et la Jamaïque et ne purent franchir la phase de groupes.
Le 15 août 2012, El Huracán Azul affronta en match amical l'Espagne, championne du monde et d'Europe en titre, à Bayamón. L'organisation de ce match souleva de nombreuses critiques en Espagne en raison du faible niveau de l'adversaire (138e au classement FIFA en août 2012). Malgré l'écart considérable entre les deux nations, l'Espagne s'imposa petitement (1-2) sur des buts de Santi Cazorla et Cesc Fàbregas contre une réduction du score de Marc Cintron. C'était la première fois que Porto Rico affrontait une équipe championne du monde et aussi le premier match de La Roja contre une sélection de la zone Caraïbe.
Le 22 mai 2016, un autre match historique oppose cette fois-ci Porto Rico aux États-Unis, au Stade Juan Ramón Loubriel, et se solde par une victoire prévisible des Américains (1-3) sur leurs hôtes.

## Classement FIFA
| Année              | 1993 | 1994 | 1995 | 1996 | 1997 | 1998 | 1999 | 2000 | 2001 | 2002 | 2003 | 2004 | 2005 | 2006 | 2007 | 2008 | 2009 | 2010 | 2011 | 2012 | 2013 | 2014 | 2015 | 2016 | 2017 | 2018 |
| ------------------ | ---- | ---- | ---- | ---- | ---- | ---- | ---- | ---- | ---- | ---- | ---- | ---- | ---- | ---- | ---- | ---- | ---- | ---- | ---- | ---- | ---- | ---- | ---- | ---- | ---- | ---- |
| Classement mondial | 105  | 112  | 128  | 149  | 169  | 182  | 186  | 195  | 195  | 198  | 200  | 194  | 195  | 195  | 196  | 142  | 165  | 133  | 108  | 132  | 154  | 161  | 172  | 144  | 166  | 179  |

## Résultats

### Parcours en Coupe du monde
| Année | Position     |      | Année         | Position |               | Année | Position |
| 1930  | Non inscrite | 1974 | Non qualifiée | 2010     | Non qualifiée |       |          |
| 1934  | Non inscrite | 1978 | Non inscrite  | 2014     | Non qualifiée |       |          |
| 1938  | Non inscrite | 1982 | Non inscrite  | 2018     | Non qualifiée |       |          |
| 1950  | Non inscrite | 1986 | Non qualifiée | 2022     | Non qualifiée |       |          |
| 1954  | Non inscrite | 1990 | Non qualifiée | 2026     | Non qualifiée |       |          |
| 1958  | Non inscrite | 1994 | Non qualifiée | 2030     | À venir       |       |          |
| 1962  | Non inscrite | 1998 | Non qualifiée | 2034     | À venir       |       |          |
| 1966  | Non inscrite | 2002 | Non inscrite  |          |               |       |          |
| 1970  | Non inscrite | 2006 | Non qualifiée |          |               |       |          |

### Parcours en Gold Cup
| Année | Position      |      | Année         | Position |               | Année | Position      |  | Année | Position |
| 1963  | Non inscrite  | 1989 | Non qualifiée | 2007     | Non qualifiée | 2025  | Non qualifiée |  |       |          |
| 1965  | Non inscrite  | 1991 | Non qualifiée | 2009     | Non qualifiée |       |               |  |       |          |
| 1967  | Non inscrite  | 1993 | Non qualifiée | 2011     | Non qualifiée |       |               |  |       |          |
| 1969  | Non inscrite  | 1996 | Non qualifiée | 2013     | Non qualifiée |       |               |  |       |          |
| 1971  | Non inscrite  | 1998 | Non qualifiée | 2015     | Non qualifiée |       |               |  |       |          |
| 1973  | Non qualifiée | 2000 | Non qualifiée | 2017     | Non qualifiée |       |               |  |       |          |
| 1977  | Non inscrite  | 2002 | Non qualifiée | 2019     | Non qualifiée |       |               |  |       |          |
| 1981  | Non inscrite  | 2003 | Non qualifiée | 2021     | Non qualifiée |       |               |  |       |          |
| 1985  | Non qualifiée | 2005 | Non qualifiée | 2023     | Non qualifiée |       |               |  |       |          |

### Parcours en Ligue des nations
| Édition   | Ligue | Phase de groupes | Phase de groupes | Phase de groupes | Phase de groupes | Phase de groupes | Phase de groupes | Phase de groupes | Phase finale | Phase finale | Phase finale | Phase finale | Phase finale | Phase finale | Phase finale | Phase finale |
| Édition   | Ligue | Class.           | M                | V                | N                | D                | BM               | BE               | Pays hôte    | Résultat     | M            | V            | N            | D            | BM           | BE           |
| --------- | ----- | ---------------- | ---------------- | ---------------- | ---------------- | ---------------- | ---------------- | ---------------- | ------------ | ------------ | ------------ | ------------ | ------------ | ------------ | ------------ | ------------ |
| 2019-2020 | C     | 2/3              | 4                | 2                | 0                | 2                | 6                | 12               | 2020         | Inéligible   | Inéligible   | Inéligible   | Inéligible   | Inéligible   | Inéligible   | Inéligible   |
| 2022-2023 | C     | 1/3              | 4                | 4                | 0                | 0                | 17               | 2                | 2023         | Inéligible   | Inéligible   | Inéligible   | Inéligible   | Inéligible   | Inéligible   | Inéligible   |
| 2023-2024 | B     | 2/4              | 6                | 4                | 0                | 2                | 22               | 10               | 2024         | Inéligible   | Inéligible   | Inéligible   | Inéligible   | Inéligible   | Inéligible   | Inéligible   |
| 2024-2025 | B     | 2/4              | 6                | 3                | 0                | 3                | 11               | 12               | 2025         | Inéligible   | Inéligible   | Inéligible   | Inéligible   | Inéligible   | Inéligible   | Inéligible   |
| 2026-2027 | B     | /4               | 0                | 0                | 0                | 0                | 0                | 0                | 2027         | Inéligible   | Inéligible   | Inéligible   | Inéligible   | Inéligible   | Inéligible   | Inéligible   |
| Total     | Total | Total            | 20               | 13               | 0                | 7                | 56               | 36               | Total        | Total        | 0            | 0            | 0            | 0            | 0            | 0            |

### Parcours en Coupe caribéenne
- 1978 : Non inscrit
- 1979 : Non inscrit
- 1981 : 4e place
- 1983 : Forfait
- 1985 : Non inscrit
- 1988 : Non inscrit
- 1989 : Non inscrit
- 1990 : Non inscrit
- 1991 : Tour préliminaire
- 1992 : Non inscrit
- 1993 : Phase de groupe
- 1994 : Tour préliminaire
- 1995 : Tour préliminaire
- 1996 : Non inscrit
- 1997 : Forfait
- 1998 : Tour préliminaire
- 1999 : Tour préliminaire
- 2001 : Tour préliminaire
- 2005 : Tour préliminaire
- 2007 : Non inscrit
- 2008 : Non inscrit
- 2010 : Tour préliminaire
- 2012 : Tour préliminaire
- 2014 : Tour préliminaire
- 2017 : Tour préliminaire

## Sélection actuelle

### Anciens joueurs
| - Terry Boss - Noah Delgado - Bill Gaudette - Taylor Graham - John Krause | - Chris Megaloudis - Héctor Ramos - Josh Saunders - Marco Vélez - Petter Villegas |

## Sélectionneurs
| - Eduardo Ordóñez Munguera (1959) - Raúl Marchant González (1970) - Luis Villarejo Ramírez (1974–1975) - Oscar Rosa (1992) - Cristóbal Vaccaro (1996) - Raimundo Gatinho (2000) - Toribio Rojas (2000 ; 2002–2003) - Vítor Hugo Barros (2004) - Colin Clarke (2008–2010) | - Adrian Whitbread (2010) - Jeaustin Campos (2011–2013) - Vítor Hugo Barros (2014) - Carlos Avedissian (2015) - Jack Stefanowski (2016) (intérim) - Carlos García Cantarero (2016–2018) - Amado Guevara (2018–...) - Juan Miguel Bertani (septembre 2018) |